# La Casanova (Odèn)
La Casanova és una masia situada al municipi d'Odèn, a la comarca catalana del Solsonès. Avui en dia alberga una fonda.